# Accadde in aprile
Accadde in aprile (Sometimes in April) è un film per la televisione del 2005 diretto da Raoul Peck, incentrato sul genocidio del Ruanda.
Il film è stato inserito nella lista dei "10 migliori film TV dell'anno 2005" dall'American Film Institute.

## Trama
Nel 2004 a dieci anni di distanza dal genocidio del Ruanda Augustin Muganza, ex ufficiale dell'esercito ruandese ora insegnante, riceve una lettera dal fratello Honoré Butera, al tempo speaker della Radio Télévision Libre des Mille Collines che fomentava l'odio contro i tutsi, adesso imputato nel processo contro gli autori del genocidio. Nella lettera Honoré dice di voler vedere il fratello per spiegargli che fine hanno fatto sua moglie e i suoi figli. Augustin decide quindi di incontrarlo e nel frattempo rievoca i fatti accaduti dieci anni prima.
Nel 1994 Augustin, di etnia hutu, e la moglie, di etnia tutsi, in seguito all'uccisione del presidente del Ruanda e all'acuirsi delle violenze contro i tutsi, cercano un modo per salvarsi. Augustin chiama il fratello che, nonostante sia a favore delle violenze che si perpetrano nel paese, decide lo stesso di aiutare la sua famiglia portando la moglie, i figli e un'amica della moglie di Augustin all'Hôtel des Mille Collines sfruttando la sua popolarità per riuscire a passare i posti di blocco.
Passato un po' di tempo Augustin riuscirà a raggiungere l'hotel assistendo tra l'altro all'uccisione del collega che lo accompagnava. Nel frattempo il college cattolico in cui stava la figlia di Augustin viene assalito dalle milizie hutu: la figlia, una sua compagna di scuola ed un'insegnante riescono a sopravvivere ed a scappare per rifugiarsi in campagna; la figlia di Augustin morirà poco dopo di stenti.
Nel 2004 Augustin riesce infine ad incontrare Honoré che gli racconta ciò che è accaduto al resto della sua famiglia: fermati ad un posto di blocco i figli vengono uccisi sul posto, la moglie riesce a sopravvivere ed Honoré la porta davanti ad una chiesa in cui viene accolta. Dopo essere stata vessata e stuprata la moglie di Augustin si toglie la vita con una bomba a mano, uccidendo anche i suoi aguzzini.
Durante la durata di tutto il film viene mostrata l'inadeguatezza della risposta internazionale alla crisi in atto (il massacro di undici soldati belgi che difendevano l'abitazione del Primo ministro Agathe Uwilingiyimana, l'indecisione del governo statunitense e l'ambiguità dei francesi che armarono le milizie paramilitari Hutu prima del genocidio e offrirono assistenza agli esponenti di spicco del governo Hutu in fuga al momento dell'avanzata del Fronte Patriottico Ruandese).

## Produzione

### Riprese
Varie scene ambientate in Ruanda sono state girate nella capitale del Paese Kigali e nei dintorni, con location realmente esistenti come Hôtel des Mille Collines e l'Église de la Sainte-Famille. Le restanti scene sono state girate tra Parigi e Washington.

## Distribuzione
Il film è stato presentato in anteprima mondiale al Festival di Berlino 2005, in concorso, e al Festival des 3 Continents a Nantes nel 2004.
Il film, mai distribuito al cinema, è stato originariamente trasmesso a partire dal 17 febbraio 2005, dalle reti HBO, e successivamente anche da PBS.

## Accoglienza

### Critica
Accadde in aprile è uscito nel 2005, in concomitanza con un altro film incentrato anch'esso sul genocidio del Ruanda: il più famoso Hotel Rwanda. Tuttavia, a differenza di quest'ultimo, a cui è stato applicato un limite ai bambini di 13 anni non accompagnati, dato il fatto che in esso la maggior parte della violenza del genocidio è raccontata implicitamente e mai mostrata nelle scene, Accadde in aprile è stato al contempo elogiato e criticato per il suo non esitare a rappresentare la violenza, in tutta la sua crudezza, in scene anche molto truci.

## Riconoscimenti
- 2005 - Festival del cinema di Berlino
  - Candidatura per l'Orso d'oro al miglior film a Raoul Peck[11]
- 2005 - Premio Emmy
  - Candidatura per la miglior regia a Raoul Peck[12]